# 찐호아
찐호아(베트남어: Chính Hòa / 正和 정화 / 1680년 10월 ~ 1705년 4월)은 베트남 후 레 왕조(後黎朝) 희종(熙宗) 레 주이 깝(黎維祫)의 두번째 연호이다.
- 찐 주 군주(섭정) : 찐딱(鄭柞) → 찐깐(鄭根)
- 응우옌 주 군주 : 응우옌 푹 떤(阮福瀕) → 응우옌 푹 타이(阮福溙) → 응우옌 푹 쭈(阮福淍)
- 버우 주 군주 : 부꽁뚜언(武公俊)

## 개원
- 빈찌(永治) 5년 10월 15일[1](그레고리력 1680년 11월 5일)에 연호를 찐호아(正和)로 개원함.[2][3]

- 찐호아(正和) 26년(1705년) 4월에 연호를 빈틴(永盛)으로 개원함.[2][4]

## 연대 대조표
| 찐호아 | 서기 (西紀) | 간지 (干支) | 응우옌 주 기년  | 청나라 연호     |
| 원년   | 1680년      | 경신 (庚申) | 현주(賢主) 32년 | 강희(康熙) 19년 |
| 2년    | 1681년      | 신유 (辛酉) | 현주 33년       | 강희 20년       |
| 3년    | 1682년      | 임술 (壬戌) | 현주 34년       | 강희 21년       |
| 4년    | 1683년      | 계해 (癸亥) | 현주 35년       | 강희 22년       |
| 5년    | 1684년      | 갑자 (甲子) | 현주 36년       | 강희 23년       |
| 6년    | 1685년      | 을축 (乙丑) | 현주 37년       | 강희 24년       |
| 7년    | 1686년      | 병인 (丙寅) | 현주 38년       | 강희 25년       |
| 8년    | 1687년      | 정묘 (丁卯) | 현주 39년       | 강희 26년       |
| 9년    | 1688년      | 무진 (戊辰) | 의주(義主) 원년 | 강희 27년       |
| 10년   | 1689년      | 기사 (己巳) | 의주 2년        | 강희 28년       |
| 찐호아 | 서기 (西紀) | 간지 (干支) | 응우옌 주 기년  | 청나라 연호     |
| 11년   | 1690년      | 경오 (庚午) | 의주(義主) 3년  | 강희(康熙) 29년 |
| 12년   | 1691년      | 신미 (辛未) | 의주 4년        | 강희 30년       |
| 13년   | 1692년      | 임신 (壬申) | 국주(國主) 원년 | 강희 31년       |
| 14년   | 1693년      | 계유 (癸酉) | 국주 2년        | 강희 32년       |
| 15년   | 1694년      | 갑술 (甲戌) | 국주 3년        | 강희 33년       |
| 16년   | 1695년      | 을해 (乙亥) | 국주 4년        | 강희 34년       |
| 17년   | 1696년      | 병자 (丙子) | 국주 5년        | 강희 35년       |
| 18년   | 1697년      | 정축 (丁丑) | 국주 6년        | 강희 36년       |
| 19년   | 1698년      | 무인 (戊寅) | 국주 7년        | 강희 37년       |
| 20년   | 1699년      | 기유 (己卯) | 국주 8년        | 강희 38년       |
| 찐호아 | 서기 (西紀) | 간지 (干支) | 응우옌 주 기년  | 청나라 연호     |
| 21년   | 1700년      | 경진 (庚辰) | 국주(國主) 9년  | 강희(康熙) 39년 |
| 22년   | 1701년      | 신사 (辛巳) | 국주 10년       | 강희 40년       |
| 23년   | 1702년      | 임오 (壬午) | 국주 11년       | 강희 41년       |
| 24년   | 1703년      | 계미 (癸未) | 국주 12년       | 강희 42년       |
| 25년   | 1704년      | 갑신 (甲申) | 국주 13년       | 강희 43년       |
| 26년   | 1705년      | 을유 (乙酉) | 국주 14년       | 강희 44년       |

## 동시대 연호

### 중국
청(淸)
- 강희(康熙) (1662년 ~ 1722년)

동녕국(東寧國)
- 영력(永曆) (1661년 ~ 1683년)

오주(吳周)
- 홍화(洪化) (1679년 ~ 1681년)

기타
- 이천극(李天極) 원흥(元興) (1704년)
- 위기엽(魏枝葉) 문흥(文興) (1704년 ~ 1706년)

### 일본
- 엔포(延寶) (1673년 ~ 1681년)
- 덴나(天和) (1681년 ~ 1684년)
- 조쿄(貞享) (1684년 ~ 1688년)
- 겐로쿠(元祿) (1688년 ~ 1704년)
- 호에이(寶永) (1704년 ~ 1711년)

## 같이 보기
- 다른 왕조의 같은 연호
  - 일본(日本) 쇼와(正和, 1312년 ~ 1317년)

- 베트남의 연호